# Formação missing man

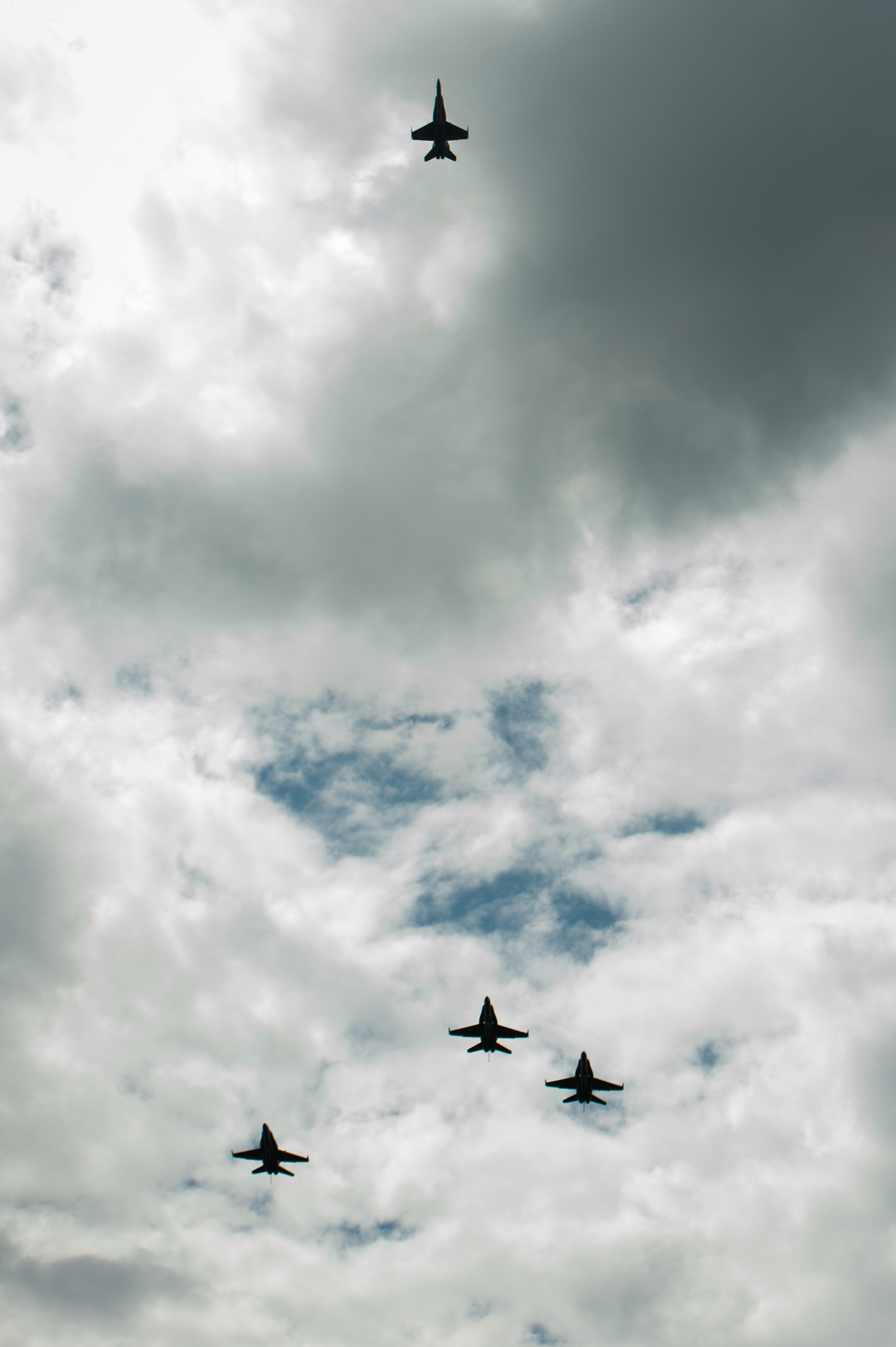
Formação de voo "missing man", efetuada por F/A-18 da US Navy, durante as celebrações fúnebres de Neil Armstrong, ex piloto naval, ex astronauta e primeiro humano a pisar solo lunar. Falecido a 31 de agosto de 2012.

A formação missing man é uma saudação aérea efetuada na sua versão mais tradicional por quatro aeronaves de combate, durante um funeral ou homenagem em memória de um piloto, normalmente abatido por forças inimigas, ou desaparecido no desempenho das suas funções. Esta saudação é também conhecida segundo os países ou regiões como  missing man flyby (sobrevoo do desaparecido), ou confundida com flypast (não voltará a acontecer).

## Descrição
Existem diversas variantes da formação, mas a mais tradicional e quase sempre usada, é composta por quatro aeronaves voando em V, também chamada formação de quatro dedos (de uma mão humana). a baixa altitude e também baixa velocidade, para que possam ser adequadamente vistos por quem assiste às cerimónias, subitamente e de modo abrupto um dos aviões destaca-se da formação, geralmente o asa do líder, tomando a dianteira e desaparecendo no horizonte. As variações acontecem apenas no modo como a aeronave que sai da formação, o faz; como descrito atrás, em espiral ou ainda voando no sentido do pôr do sol, no entanto a simbologia é sempre a mesma, a  aeronave que abandona a formação e desaparece no horizonte, representa o piloto desaparecido (the missing man).

## Breve historial

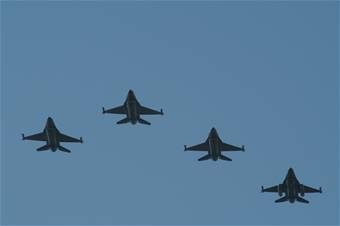
Quatro F-16 voando em V (formação 4 dedod) em breve um irá destacar-se e desaparecer no horizonte representando the missing man.

Esta saudação, eventualmente e segundo alguns historiadores terá começando, ainda na primeira guerra mundial, no tempo em que o combate aéreo era considerado uma luta de cavalheiros. Aquando dos serviços fúnebres de Manfred von Richthofen o grande Às alemão, também conhecido como o Barão Vermelho, os maiores Ases britânicos, contra os quais tinha combatido, quiseram e fizeram questão de prestar homenagem mostrando o seu respeito por tão ilustre aviador. Porém é desconhecido se foi exatamente a manobra tal como ela hoje é conhecida. que foi executada. Apenas se sabe que ela tinha o nome de Fly Past e que era considerada um assunto exclusivo e privado dos pilotos de caça, apenas em 1935 surgem os primeiros escritos sobre tal prática.
Os Estados Unidos iniciaram esta tradição em 1938, mas raramente vista ou usada durante a segunda guerra mundial, também nos conflitos seguintes
, porém na atualidade, esta saudação é indispensável, para homenagear os seus heróis.